# Eben im Pongau
Eben im Pongau osztrák község Salzburg tartomány Sankt Johann im Pongau járásában. 2018 januárjában 2446 lakosa volt. 

## Elhelyezkedése

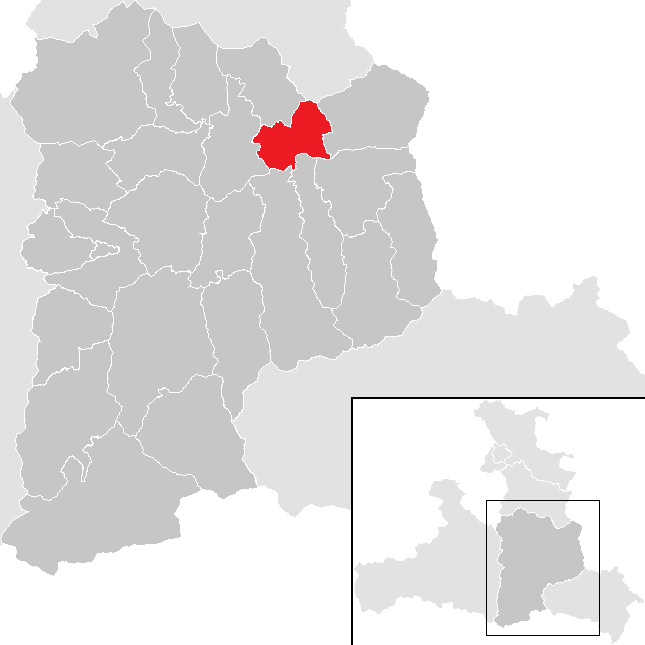
Eben im Pongau a St. Johann im Pongau-i járásban

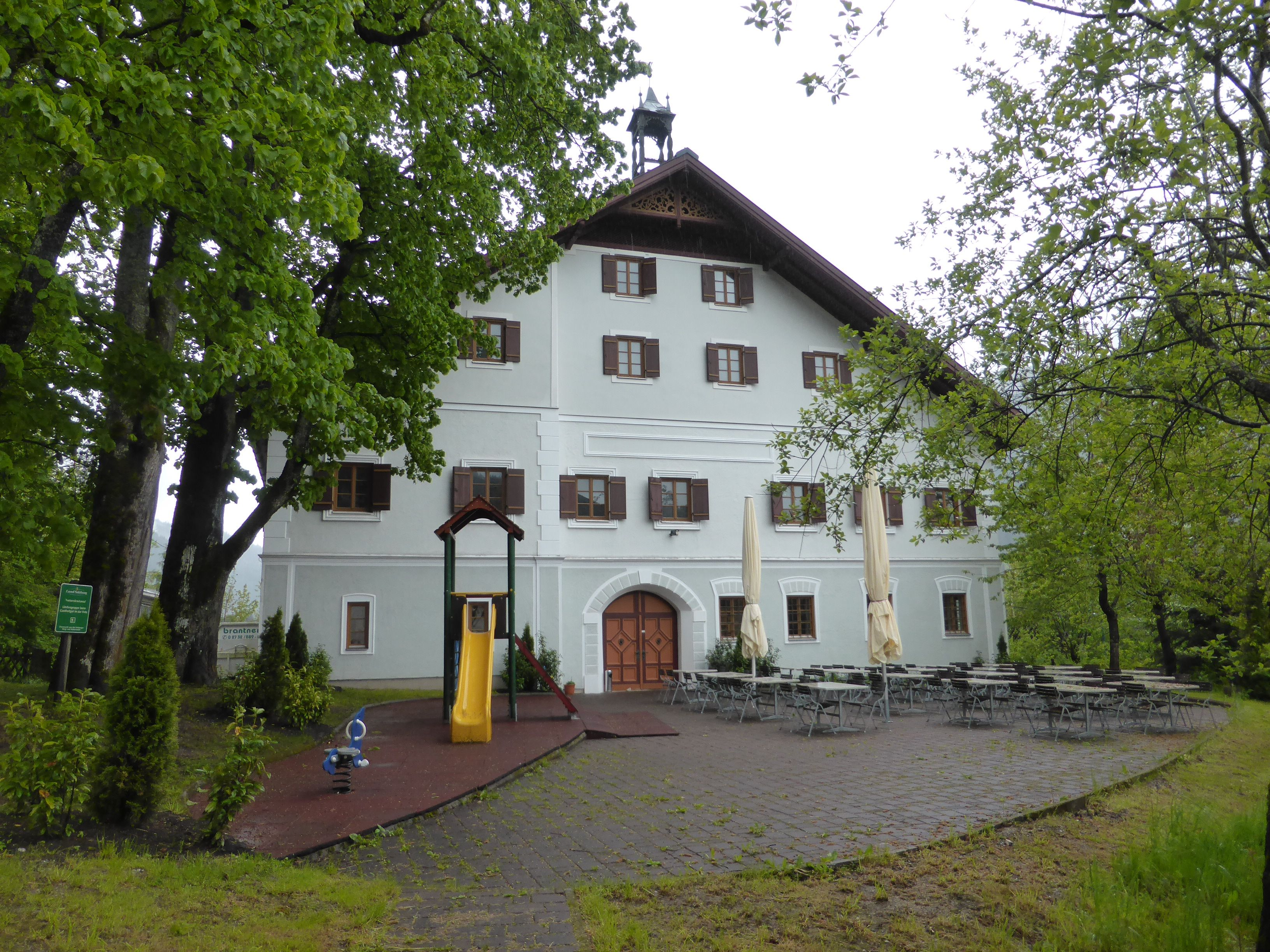
A Gasthofgut

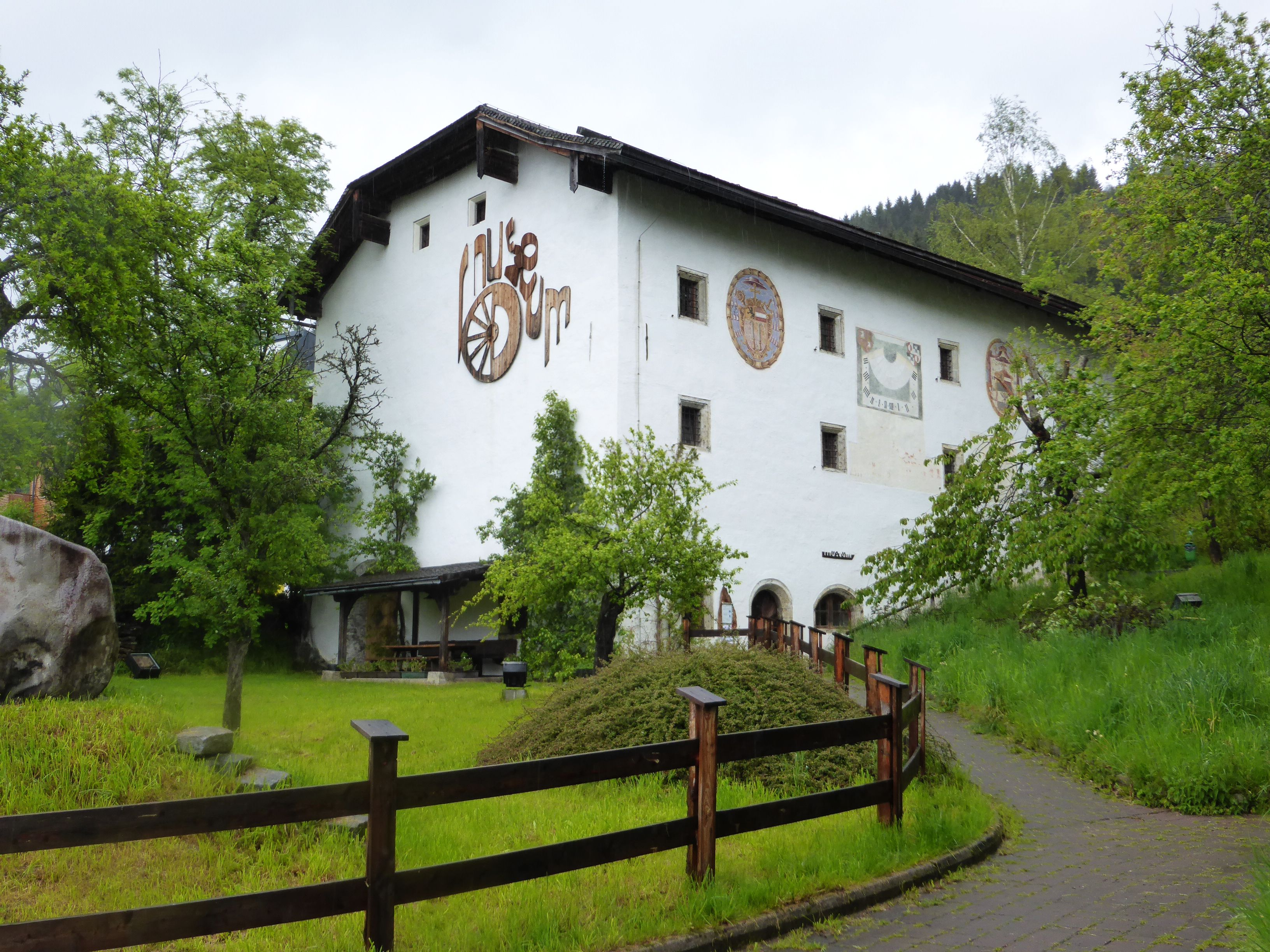
A fogadó volt csűrjében ma múzeum működik

Eben im Pongau Salzburg tartomány Pongau régiójában fekszik a Fritzbach folyó mentén, a nyugati Salzburgi Pala-Alpokban. Legmagasabb hegycsúcsai a Hochgründeck-csoport (1827 m) nyugaton és a Roßbrand (1770 m) keleten. A községi önkormányzathoz három település tartozik: Eben im Pongau (1768 lakos 2018-ban), Gasthofberg (497) és Schattbach (181). 
A környező önkormányzatok: keletre Filzmoos, délkeletre Radstadt, délre Altenmarkt im Pongau és Flachau, nyugatra Hüttau, északra Sankt Martin am Tennengebirge, északkeletre Annaberg-Lungötz.

## Története
Eben in Pongaut 1912-ig Taxennek hívták (Tax a helyi régies elnevezése a fenyőnek). A községi önkormányzat mai formájában 1939-ben jött létre Eben, Gasthofberg és Schattbach községek egyesítésével. 

## Lakosság
A Eben im Pongau-i önkormányzat területén 2017 januárjában 2446 fő élt. A lakosságszám 1869 óta gyarapodó tendenciát mutat. 2016-ban a helybeliek 86,8%-a volt osztrák állampolgár; a külföldiek közül 2,7% a régi (2004 előtti), 2,8% az új EU-tagállamokból érkezett. 6,7% a volt Jugoszlávia (Szlovénia és Horvátország nélkül) vagy Törökország, 0,9% egyéb országok polgára. 2001-ben a lakosok 86,5%-a római katolikusnak, 1,7% evangélikusnak, 7,2% mohamedánnak, 2,3% pedig felekezet nélkülinek vallotta magát. Ugyanekkor 2 magyar élt a községben és a nagyobb nemzetiségi csoportokat a német (92,6%) mellett a horvátok (2,1%) és a törökök (1,1%) alkották.  
A lakosság számának változása:

| 2016 | 2 340 |
| 2018 | 2 446 |

## Látnivalók
- a Szűz Mária-plébániatemplom
- a műemléki védettségű Gasthofgut volt fogadó egyik melléképületében Tauern-autóút múzeum van berendezve

## Fordítás
- Ez a szócikk részben vagy egészben  az   Eben im Pongau című német Wikipédia-szócikk ezen változatának fordításán alapul.  Az eredeti cikk szerkesztőit annak laptörténete sorolja fel. Ez a jelzés csupán a megfogalmazás eredetét és a szerzői jogokat jelzi, nem szolgál a cikkben szereplő információk forrásmegjelöléseként.